# Saison 3 d'Outlander
Chronologie
Saison 2 Saison 4
Cet article présente les épisodes de la troisième saison de la série télévisée américaine Outlander.

## Synopsis
Claire est retournée à son époque, en 1948, enceinte de Jamie qui l'a renvoyée alors que la bataille de Culloden se prépare. Elle va essayer de tourner la page des trois ans passés au XVIIIe siècle, retrouvant son mari Frank sans pour autant oublier Jamie, qui a miraculeusement survécu à l'affrontement grâce à des alliés inattendus.

## Distribution

### Acteurs principaux
- Caitriona Balfe (VF : Claire Tefnin) : Claire Randall (née Beauchamp) / Fraser
- Sam Heughan (VF : Nicolas Matthys) : James « Jamie » Fraser
- Tobias Menzies (VF : Simon Duprez) : Frank / Jonathan « Jack » Randall
- Gary Lewis (VF : Robert Guilmard) : Colum MacKenzie
- Duncan Lacroix : Murtagh Fraser
- Andrew Gower (en) : Prince Charles Édouard Stuart

### Acteurs récurrents
- Laura Donnelly : Janet « Jenny » Fraser
- Robert Cavanah : Jared Fraser
- César Domboy : Claudel « Fergus » Fraser adulte
- David Berry : Lord John William Grey
- Sophie Skelton : Brianna « Bree » Randall Mackenzie Fraser
- John Bell : Ian Murray Jr.
- Richard Rankin : Roger Wakefield

## Casting
L'attribution des rôles de cette saison 3 a débuté en août 2016 pour des rôles principaux, récurrents et invités : David Berry, John Bell, Wil Johnson, César Domboy, Lauren Lyle, Hannah James, Tanya Reynolds, Gary Young et Charlie Hiett.

## Liste des épisodes

### Épisode 1:Au cœur de la bataille
- États-Unis /  Canada : 10 septembre 2017 sur Starz / W Network
- France : 11 septembre 2017 sur Netflix

- États-Unis : 1,493 million de téléspectateurs[5] (première diffusion)
- Canada : 656 000 téléspectateurs[6] (première diffusion + différé 7 jours)

Jamie reprend conscience parmi les corps des Écossais morts pendant la bataille de Culloden. Sa faiblesse lui permet de ne pas être repéré par les Anglais qui achèvent les survivants à la baïonnette. Il essaie de rassembler ses souvenirs du champ de bataille : en menant la charge alors que le prince Charles Stuart tremblait de peur, il survit aux tirs de l’armée britannique et retrouve Jack Randall. Les deux hommes se livrent un duel qui dure tout le long de l'affrontement, Randall meurt dans les bras de Jamie, gravement blessé à la cuisse. Jamie est finalement récupéré par Rupert qui s'est réfugié avec les derniers survivants jacobites. Une brigade anglaise, mené par Lord Melton, les retrouve et commence à ordonner l'exécution par fusillade des derniers soldats un par un jusqu'à découvrir l'identité de Jamie. Lord Melton est en effet le frère aîné de John William Grey et il veut honorer la dette de son frère, aussi organise-t-il l'évacuation de Jamie sous un faux motif et le renvoie à Lallybroch.

### Épisode 2:L'Histoire en marche
- États-Unis /  Canada : 17 septembre 2017 sur Starz / W Network
- France : 18 septembre 2017 sur Netflix

- États-Unis : 1,403 million de téléspectateurs[7] (première diffusion)
- Canada : 718 000 téléspectateurs[8] (première diffusion + différé 7 jours)

1752. Jamie est encore un homme recherché par la Couronne pour trahison et rébellion, connu sous le surnom de Dunbonnet. Caché dans les grottes autour de Lallybroch, il ne peut que laisser faire quand les soldats britanniques viennent harceler sa famille et arrêter son beau-frère Ian. Jenny ne reconnait plus son frère, qui vit en ermite et ne parle presque plus. La situation manque de tourner au drame le jour où Jenny accouche de son deuxième fils : Jamie était de passage et a aidé à la naissance, laissant Fergus se charger d'un corbeau, mauvais présage pour la naissance, en l'abattant avec un pistolet alors que les Anglais ont interdit la circulation des armes à feu. Les soldats ont entendu le tir et Jamie parvient à se cacher avec le bébé pendant que Mary, la nouvelle bonne de la maison, parvient à détourner l'attention. Plus tard, Fergus repère des soldats le suivre et il les amène loin de la grotte de Jamie, mais capturé, un caporal écossais ayant rejoint les rangs de l’armée se venge et tranche la main gauche du garçon. Fatigué de se cacher et de voir ses proches subir les pressions britanniques, Jamie accepte de se rendre et demande à Jenny de le dénoncer. Mary choisit de passer la dernière nuit de liberté de Jamie avec lui, elle-même veuve et voulant partager une nuit avec un homme. Le lendemain, Jamie est arrêté.

### Épisode 3:Dette d'honneur
- États-Unis /  Canada : 24 septembre 2017 sur Starz / W Network
- France : 25 septembre 2017 sur Netflix

- États-Unis : 1,553 million de téléspectateurs[9] (première diffusion)
- Canada : 684 000 téléspectateurs[10] (première diffusion + différé 7 jours)

1755. Jamie purge sa peine de prison à vie au pénitencier d'Ardsmuir quand il voit arriver le nouveau gouverneur, Lord Grey. Il met du temps avant de reconnaître le jeune frère du lord Milton qu'il avait humilié plusieurs années auparavant. Le Lord se souvient bien de Jamie mais ne dit rien et lui propose de continuer à être son interlocuteur privilégié parmi les détenus. Un jour, des soldats anglais trouvent Duncan Kerr, un vieillard écossais qui parle de l'or des Français dans son délire. Grey demande à Jamie de lui traduire ses propos, mélange d'anglais, de gaélique et de français, et le vieillard parle d'une sorcière blanche avant de rendre son dernier soupir. Jamie repense alors à Claire, qui a été surnommée ainsi, et cache ce point au lord. En échange de la traduction, le lord fait soigner Murtagh, lui aussi détenu et mal en point. Plus tard, Jamie profite que les prisonniers lèvent des pièges pour le gibier pour s'évader et confronter discrètement le lord Grey, qui avait juré sa mort une fois sa dette d'honneur payée, mais Grey range son épée, refusant de tuer un homme désarmé. Jamie finit par confier que Kerr semblait évoquer Claire mais que les Français n'ont jamais envoyé l'or promis à Charles Stuart. Jamie comprend plus tard que le jeune lord Grey est homosexuel et qu'il a des sentiments pour lui ; il le repousse. Les années passent et le pénitencier est finalement réaffecté à la garnison britannique. Les détenus sont envoyés dans les colonies américaines, sauf Jamie, que Grey envoie sous un faux nom au service d'un lord ; à ses yeux, sa dette personnelle est réglée.

### Épisode 4:Ce qui est oublié ou perdu
- États-Unis /  Canada : 1er octobre 2017 sur Starz / W Network
- France : 2 octobre 2017 sur Netflix

- États-Unis : 1,588 million de téléspectateurs[11] (première diffusion)

En 1968, Brianna et Roger ont vu le pouvoir des pierres et croient désormais l'histoire de Claire. Ils commencent à retracer son histoire après Culloden, retrouvant les preuves de sa survie dans les légendes du Dunbonnet et les archives du pénitencier d'Ardsmuir, mais plus aucun document ne porte son nom après 1756 et la fermeture de la prison. Avec le temps passé, Brianna et Roger se rapprochent, Brianna confiant que sa mère se perd dans les souvenirs d'un homme qui est peut-être mort pendant les vingt ans qui les séparent. En ne trouvant aucune archive des prisonniers envoyés aux colonies britanniques, Claire renonce et décide de retourner à Boston reprendre son poste de chirurgien.
En 1756, Jamie est palefrenier pour le lord Dunsany sous le nom d'Alexander Mackenzie. Seul le lord connait le passé jacobite de Jamie et garde le secret confié par le jeune lord Grey. Jamie attire le regard des deux filles Dunsany, Geneva et Isobel. L'aînée, Geneva, est promise au lord d'Ellesmere, et la grande différence d'âge dérange grandement la jeune femme. Après avoir surpris le jeune lord Grey avec son palefrenier, elle finit par découvrir qu'il est Jamie le Rouge ; en échange de son silence, elle exige qu'il prenne sa virginité, ne voulant pas connaitre pour seul homme un vieux noble qu'elle déteste. Jamie accepte et couche avec elle sans sentiments trois jours avant son mariage. Geneva tombe enceinte et meurt en donnant naissance à un garçon ; le lord Ellesmere affirme n'avoir jamais couché avec sa femme et jure la mort du nouveau-né. Jamie se retrouve contraint d'abattre le lord et la lady Dunsany parvient à faire étouffer l’affaire en maquillant le meurtre en suicide. Pour avoir sauvé son petit-fils, elle propose de faire en sorte que son palefrenier soit gracié et puisse retourner en Écosse, mais Jamie refuse pour rester auprès de son fils, officiellement pour gagner assez d'argent pour sa famille. Seule Isobel sait que Jamie est le père du petit William.

### Épisode 5:Liberté et Whisky
- États-Unis /  Canada : 8 octobre 2017 sur Starz / W Network
- France : 9 octobre 2017 sur Netflix

- États-Unis : 1,597 million de téléspectateurs[12] (première diffusion)

Décembre 1968. Claire et Brianna sont retournées à Boston. Si Claire a repris sa vie de chirurgienne sans effort, Brianna est encore sous le coup des révélations sur sa naissance et ses résultats scolaires s'en ressentent. À l'approche de Noël, Roger vient leur rendre une visite surprise, autant pour revoir Brianna que pour annoncer à Claire sa grande découverte : il a retrouvé Jamie vivant en 1765, vivant comme imprimeur à Édimbourg sous le nom d'Alexander Malcolm (ses seconds prénoms). Claire est terrifiée en apprenant la nouvelle et ne veut pas l'annoncer tout de suite à Brianna. Elle va demander conseil à Joe Abernathy, son collègue de promotion et ami chirurgien de longue date, qui lui conseille de le retrouver. Claire craint également de laisser Brianna, qui n’a connu que Frank, mais sa fille sait l'amour qui lie ses vrais parents et maintenant qu'elle est adulte, elle est prête à laisser sa mère partir retrouver Jamie. Avant de partir, Claire célèbre Noël avec Roger et Brianna, l'occasion de préparatifs pour le voyage de Claire. Elle retourne seule en Écosse, laissant Roger et Brianna se retrouver et s'avouer leurs sentiments.

### Épisode 6:A. Malcolm
- États-Unis /  Canada : 22 octobre 2017 sur Starz / W Network
- France : 23 octobre 2017 sur Netflix

- États-Unis : 1,716 million de téléspectateurs[13] (première diffusion)

Un matin de 1766, Jamie quitte sa logeuse pour rejoindre son imprimerie. Alors qu'il attend le retour de Geordie, son assistant, il est surpris de voir le retour de Claire après 20 ans de séparation. Sous le choc, il perd connaissance et revient à lui quelques minutes après. Ils essaient de rattraper le temps perdu, voulant se raconter leurs vies loin l’un de l'autre, jusqu'à ce que Jamie avoue avoir connu d'autres femmes et eu un fils illégitime. Claire comprend, s'attendant à ce genre de révélations, mais préfère lui montrer des photographies de Brianna, leur fille restée en 1968.
Jamie doit partir et retrouver un de ses contacts secrets, un Britannique qui lui soutire de l’argent. Claire retrouve ainsi Fergus, découvrant qu'il est manchot, et Mr Willoughby, un Chinois immigré et partenaire de Jamie. Alors que la nuit tombe, Jamie ramène Claire chez sa logeuse, Mme Jeanne, et elle découvre que Jamie vit dans une chambre au-dessus d'une maison close. Retrouvant une intimité, le désir revient timidement, les deux amants craignant que le temps les a définitivement changé, mais une fois nus, ils retrouvent leur passion aussi vive qu'au début de leur mariage.

### Épisode 7:Crème de Menthe
- États-Unis /  Canada : 29 octobre 2017 sur Starz / W Network
- France : 30 octobre 2017 sur Netflix

- États-Unis : 1,52 million de téléspectateurs[14] (première diffusion)

L'agresseur tente de violer Claire, qui s'empare d'un couteau. En le repoussant, elle le fait trébucher sur le pas de cheminée où il se cogne la tête. Jamie revient à ce moment, surprenant la scène. Alors que Jamie est prêt à laisser mourir l'intrus, Claire, qui a prêté le serment d'Hippocrate, refuse de le laisser mourir. En le fouillant, Jamie comprend que l'intrus est un envoyé de Sir Percival, l'homme qui le fait chanter pour taire son commerce d'alcool de contrebande, et il doit donc se débarrasser des tonneaux d'alcool qu'il garde dans la cave de Mme Jeanne. Avec Fergus, Ian et Willoughby, il vide la cave et ses associés revendent au plus vite les tonneaux de brandy et de crème de menthe. Claire veut faire au plus vite et va chez l’apothicaire pour des médicaments, doublant la priorité à Mr Campbell, venu pour des soins pour sa sœur et qui lui laisse la place en échange d'une consultation. Pendant que Percival surgit et fouille la cave du bordel, Claire tente de sauver la vie de son mercenaire sous les toits en réalisant une trépanation avec des instruments de barbier, mais elle échoue et l'homme meurt. Claire, qui a perdu peu de patients comme chirurgienne, est abattue.

### Épisode 8:La Première femme
- États-Unis /  Canada : 5 novembre 2017 sur Starz / W Network
- France : 6 novembre 2017 sur Netflix

- États-Unis : 1,639 million de téléspectateurs[15] (première diffusion)

Jamie et Ian le jeune rentrent à Lallybroch avec Claire, qui est reçue froidement par Jenny. Celle-ci tient toujours le domaine tout en s'occupant de ses enfants et petits-enfants, et elle n’accepte pas facilement les explications de Jamie et Claire sur les 20 ans de disparition. La nuit venue, Claire découvre le secret de Jamie : il est remarié depuis deux ans avec Laoghaire, devenant le père de ses deux filles. Laoghaire déteste toujours autant Claire et est furieuse de voir le retour de celle à qui Jamie a préféré donner son amour. Il apparait rapidement que Jenny a provoqué la rencontre, qui n'a pas manqué de provoquer une violente dispute qui a réveillé toute la maison.
Le lendemain, Claire pense à partir quand Laoghaire revient avec une arme. Jamie prend le tir de petit plomb dans l'épaule gauche et Claire décide de le soigner en utilisant le matériel médical qu'elle a ramené du XXe siècle. Les blessures sont superficielles mais assez pour devoir immobiliser le bras. Alors qu'il se remet de l'opération, Jamie explique son choix de se remarier : après Culloden, Ardsmuir et Helwater, il n'a jamais retrouvé sa place à Lallybroch, ayant perdu Claire, Brianna qui devait naitre puis Willie qu'il a dû abandonner, et en apprenant que Laoghaire était deux fois veuve et avec deux filles de son précédent mariage, il a pensé pouvoir combler ce manque, mais le mariage n’a jamais été heureux et il a préféré partir vivre seul à Édimbourg. Claire comprend mais peu à peu, en vient à se dire que revenir fut une erreur.

### Épisode 9:Le Pot au noir
- États-Unis /  Canada : 12 novembre 2017 sur Starz / W Network
- France : 13 novembre 2017 sur Netflix

- États-Unis : 1,492 million de téléspectateurs[16] (première diffusion)

Pour aller sauver Petit Ian des pirates partis pour la Jamaïque, Claire et Jamie embarquent sur l’Artémis grâce à Jared. Ils emmènent avec eux Fergus, Mr Willoughby, Hayes et Lesley. Alors que la côte écossaise s'éloigne, Fergus révèle qu'il a emmené avec lui Marsali, la fille aînée de Laoghaire qu'il fréquente depuis plusieurs mois et qu'il compte épouser. Malgré l'insistance du jeune homme et Claire qui veut apaiser les tensions causées par son retour, Jamie refuse de donner son accord.
Claire devient la médecin du navire, découvrant vite que les marins mettent les accidents du voyage sur le compte de leurs nombreuses superstitions. Quand elle en vient à contredire le capitaine, celui-ci lui rappelle que ces croyances communes permettent l'unité et la paix à bord. Willoughby est également une aide en apaisant le mal de mer de Jamie par l'acupuncture. Claire ne peut rien quand les marins perdent le vent et se retrouvent coincés en plein océan, sans pluie ni vent. Après des semaines d'immobilité, les marins s'agacent et se persuadent que Hayes n'a pas respecté leur rituel et envisagent de le jeter par-dessus bord. Alors que Hayes s'est réfugié sur un mât, Willoughby parvient à distraire l'équipage en leur racontant son histoire qu'il conclut en jetant ses écrits à la mer, révélant le vent qui se lève ; il avait repéré le vol bas des oiseaux et a dû temporiser pour sauver la vie de leur compagnon.

### Épisode 10:Ciel et terre
- États-Unis /  Canada : 19 novembre 2017 sur Starz / W Network
- France : 20 novembre 2017 sur Netflix

- États-Unis : 1,234 million de téléspectateurs[17] (première diffusion)

Depuis le pont de l'Artémis, Jamie voit le Marsouin s'éloigner avec Claire à bord. En voulant forcer le capitaine à rattraper le man'o'war, il se retrouve mis aux fers. Claire est donc seule avec la confiance du capitaine pour endiguer l'épidémie de fièvre typhoïde qui ravage l'équipage anglais. Les mesures d'hygiène qu'elle tente de mettre en application sont reçues avec scepticisme. Quand de nouveaux cas apparaissent, elle recherche les premiers malades et découvre que la maladie est apparue d'abord chez les charpentiers, tous morts sauf un qui a été envoyé aux cuisines et que Claire pense être un porteur sain. Le chef est furieux, d'autant que le nombre de malades continue d'augmenter et les morts avec. Claire n’a que le soutien d'Elias, un mousse de 14 ans qui s'épuise à la tâche. En cherchant le capitaine, elle s'introduit dans ses bureaux et découvre dans les notes de bord qu'un homme à bord, Harry Thompkins, a reconnu Jamie sur l’Artémis et fait en sorte qu'il soit capturé pour être jugé et pendu en Jamaïque. Grâce à Elias, elle retrouve Thompkins, en fait l’ancien homme de main de Percival tombé en déchéance après avoir été défiguré dans l'incendie de l'imprimerie Malcolm, qui révèle que le corps de l'homme tué par Claire a été retrouvé et que Jamie est accusé du crime. Claire parvient à convaincre le capitaine de mettre Thompkins aux fers. Finalement, l'épidémie est endiguée mais Claire découvre qu'Elias a contracté la typhoïde et elle n’a rien vu. Le mousse meurt peu après.

### Épisode 11:En territoire inconnu
- États-Unis /  Canada : 26 novembre 2017 sur Starz / W Network
- France : 27 novembre 2017 sur Netflix

- États-Unis : 1,402 million de téléspectateurs[18] (première diffusion)

Claire parvient à rejoindre une île après plusieurs heures en mer. Elle va marcher deux jours durant dans la jungle, sous le soleil tropical, à survivre du peu d'eau qu'elle trouve entre les fourmis qui attaquent ses mollets et les serpents. Elle finit par s'effondrer à quelques pas du domaine du père Fogden, un prêtre défroqué et fantasque qui a fui Cuba. Elle est recueillie et soignée, découvrant qu'elle est sur l'île de Saint-Domingue, mais Mamacita, la servante du prêtre, ne souhaite que la voir partir au plus vite. Quelques jours passent et Claire est remise quand elle apprend que l’équipage d'un navire a accosté pour réparer et qu'un Chinois a tué une des chèvres de leur élevage pour la manger. Pendant qu'il pleure sa bête, Fogden évoque la grotte d'Abandawe en Jamaïque, un nom que Claire a déjà entendu de la bouche de Margaret Campbell à Edimbourg. Mais en entendant qu'un Chinois est dans l’équipage, elle pense aussitôt à Willoughby et court vers la plage où elle trouve l’Artémis qui finissait ses réparations.

### Épisode 12:La Bakra
- États-Unis /  Canada : 3 décembre 2017 sur Starz / W Network
- France : 4 décembre 2017 sur Netflix

- États-Unis : 1,509 million de téléspectateurs[19] (première diffusion)

Quand Ian a été enlevé par les pirates de la Bruja, ils s'intéressaient au coffre de joyaux. De retour en Jamaïque, ils livrent leurs butins à leur maîtresse, Geillis Duncan, devenue propriétaire terrienne et toujours avec sa réputation de sorcière. Elle fait avouer au jeune Ian que Jamie a déjà pioché dans le trésor de Dougal Mackenzie, notamment un des trois saphirs que Jamie a donné des années auparavant au Lord John.
L'Artémis accoste enfin en Jamaïque. Aussitôt à terre, Jamie et Claire recherchent Ian au marché des esclaves. Alors que Jamie est approché par un des associés de son cousin, Claire voit la réalité de la traite des Noirs et s'emporte en voyant la mise en vente d'un esclave boiteux mais proposé pour la reproduction. Pour calmer l’esclandre, Jamie achète l’esclave au nom de sa femme et promet à Temeraire, l'esclave, de l'affranchir dès qu'il le peut. L'occasion se présente vite : l’associé de Jared a invité Jamie et son entourage à la réception donnée par le nouveau gouverneur de Jamaïque le soir même. Jamie, Claire, Fergus, Marsali et Mr Willoughby sortent leurs habits parisiens pour la soirée pendant que Temeraire va interroger les autres esclaves du gouverneur, certains venant de la Bruja. Jamie est stupéfait de découvrir que le gouverneur n’est autre que Lord John Grey, et les retrouvailles mènent vite à rappeler le souvenir de Willie. Claire surprend plus tard Geillis Duncan, qu'elle a connu en Écosse et la même qui a fait venir les Campbell en Jamaïque. En aparté, Geillis explique à Claire comment elle a échappé au bûcher : les exécuteurs ont dû attendre qu'elle donne naissance à son enfant avant de la mettre à mort, et elle a convaincu Dougal Mackenzie de cacher l'enfant puis de la remplacer par une vieille femme, amenée au bûcher mourante et encagoulée, avant de partir pour la Jamaïque avec son nouvel époux, mort depuis. Geillis parvient ensuite à réunir les trois saphirs en forçant le Lord John à confier le joyau à Margaret Campbell pour qu'elle ait une vision du retour du roi d'Écosse, mais son frère traduit la prophétie en parlant de la naissance d'un bébé de 200 ans.

### Épisode 13:L'Œil du cyclone
- États-Unis /  Canada : 10 décembre 2017 sur Starz / W Network
- France : 11 décembre 2017 sur Netflix

- États-Unis : 1,427 million de téléspectateurs[20] (première diffusion)

Malgré l'arrestation de Jamie, Claire se rend dans la demeure Abernathy confronter Geillis mais surtout retrouver petit Ian. Elle est surprise par Hercule, le serviteur de Geillis qui l'amène à sa maîtresse. Commence alors le jeu de dupes entre les deux voyageuses qui se retrouvent, Geillis étant persuadée que Claire est destinée à l'empêcher de ramener un roi sur le trône d’Écosse. Quand Claire lui révèle qu'elle est retournée enceinte au XXe siècle, Geillis jubile : Brianna est une enfant née après 200 ans comme le dit la prophétie de Margaret Campbell. Elle enferme donc Claire dans sa maison pendant qu'elle part préparer son rituel, bien qu'elle sache que le sacrifice d'une vie est inutile pour traverser le portail. Au même moment, Fergus prévient lord Grey de l’arrestation de Jamie et fait libérer aussitôt son ami en constatant que le capitaine Leonard n’a ni mandat ni autorité pour emmener Jamie. Celui-ci est reconnaissant mais doit partir aussitôt rejoindre Claire.
Une fois réunis, ils partent à la recherche d'Abandawe, la grotte où Geillis compte voyager dans le temps. Ils surprennent une fête vaudou réalisée par les esclaves, à laquelle assistent Mr Willoughby qui compte partir avec Margaret Campbell en Martinique. Dans la grotte, Jamie et Claire arrivent à temps pour retenir Geillis, décidée à tuer Brianna pour réaliser la prophétie. Alors qu'elle saute dans les eaux du portail, Claire s'empare d'une machette et tranche profondément la gorge de Geillis. Petit Ian est sauf et les joyaux de Dougal sont intacts, mais Claire réalise que les restes qu'elle avait autopsiés dans les années 1960 étaient ceux de Geillis, qu'elle a tué de ses mains.